# Pierre Puvis de Chavannes
Pierre Puvis de Chavannes (n. 14 decembrie 1824, Lyon, Franța – d. 24 octombrie 1898, Paris, Franța) a fost un pictor francez, care a devenit co-fondator și președinte al Société Nationale des Beaux-Arts și a cărui creație a influențat pe mulți alți artiști.
Cu toate că reputația sa a scăzut de-a lungul timpului, el a fost un pictor proeminent în timpul celei de-a Treia Republici Franceze. Émile Zola a descris opera lăsată posterității de Puvis de Chavannes, ca fiind „o artă făcută din rațiune, pasiune și voință.”

## Biografie
Pierre Puvis de Chavannes s-a născut într-o suburbie a Lyon-ului în familia unui inginer minier descendent a unei vechi familii nobiliare din Burgundia. A purtat la naștere numele de Pierre-Cécile Puvis și mai târziu și-a adăugat particula de Chavannes. De-a lungul vieții sale și-a renegat originea lyoneză și a preferat să se identifice ca făcând parte din familia cu sânge albastru de burgunzi a tatălui său.
Pierre Puvis a urmat cursurile Colegiului Amiens și mai apoi Liceul Henri al IV-lea din Paris. A intenționat să urmeze profesia de inginer a tatălui său, dar o boală gravă a făcut să-și întrerupă studiile. Pe perioada convalescenței s-a mutat împreună cu fratele său la Mâcon în perioada anilor 1844 - 1845. A făcut o călătorie în Italia și la întoarcerea sa la Paris în anul 1846, a declarat că dorește o carieră în pictură. Ca urmare a studiat o scurtă perioadă cu Eugène Delacroix și mai apoi cu Henri Scheffer și Thomas Couture.
Preferând să lucreze singur, Pierre Puvis și-a luat în apropiere de Gara din Lyon un atelier mare și a participat la cursurile de anatomie ținute de către Academia de Arte Frumoase din Paris. După doar câțiva ani guvernul francez a achiziționat una din lucrările sale, fapt care i-a dat o recunoaștere importantă în lumea artei.
Pierre Puvis de Chavannes a debutat la Salonul Oficial din anul 1850 cu lucrările Cristos mort, Băiatul negru, Lecția de citire și Portretul unui om.
A avut o aventură amoroasă cu Suzanne Valadon în cartierul Montmartre, care a devenit unul dintre cei mai importanți artiști ai acelei epoci. Ea a fost mama, profesorul și mentorul lui Maurice Utrillo.

## Galerie de imagini

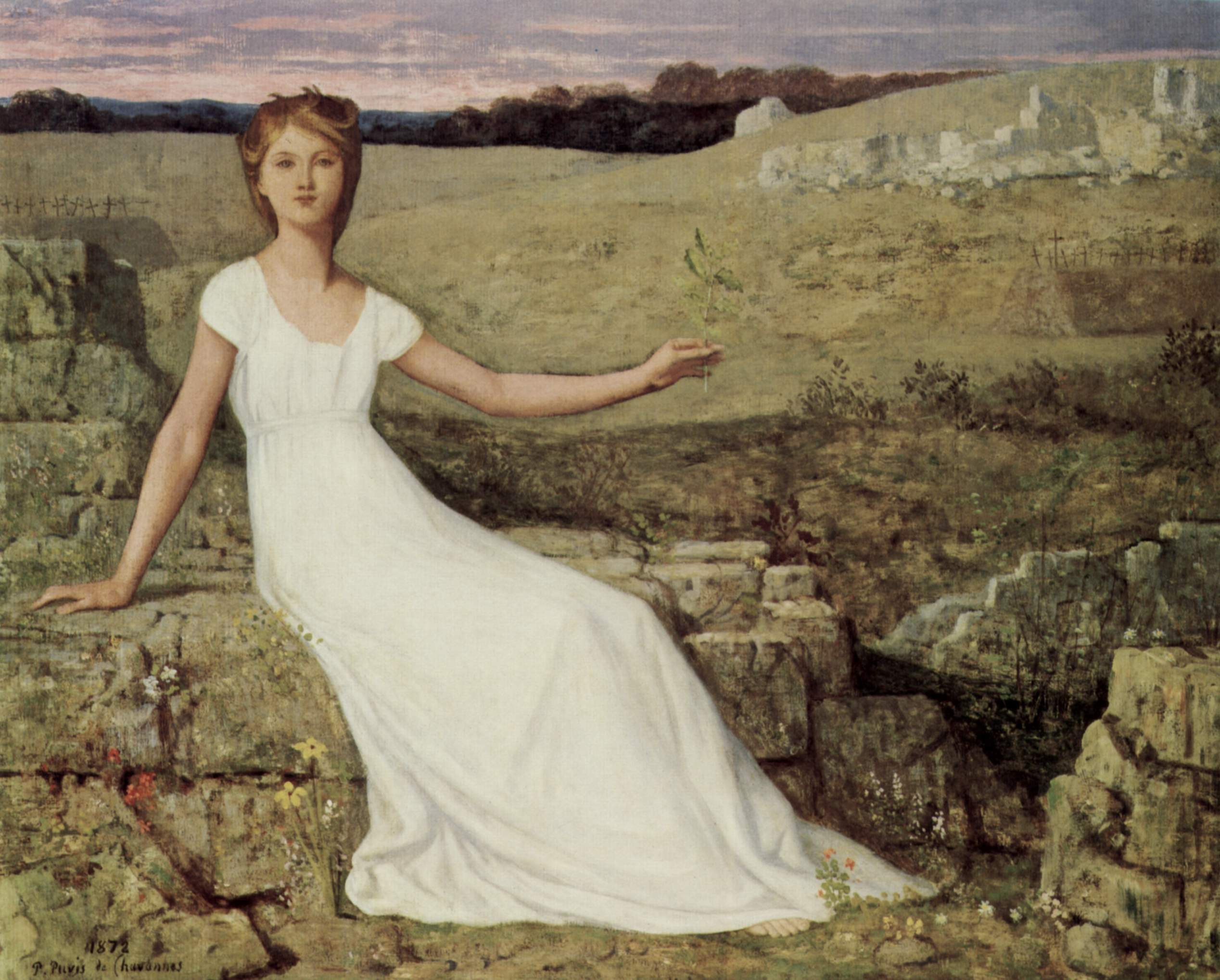
Speranța, 1872, Walters Art Museum
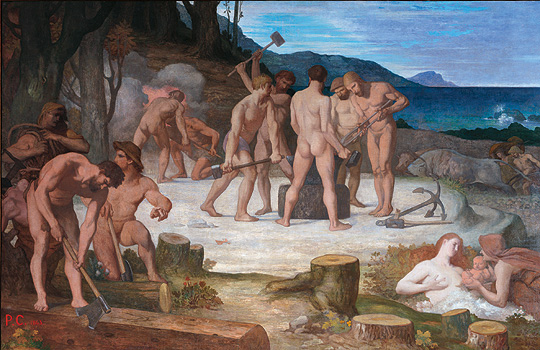
Munca, Musée de Picardie. cliché H.Maertens (1863)
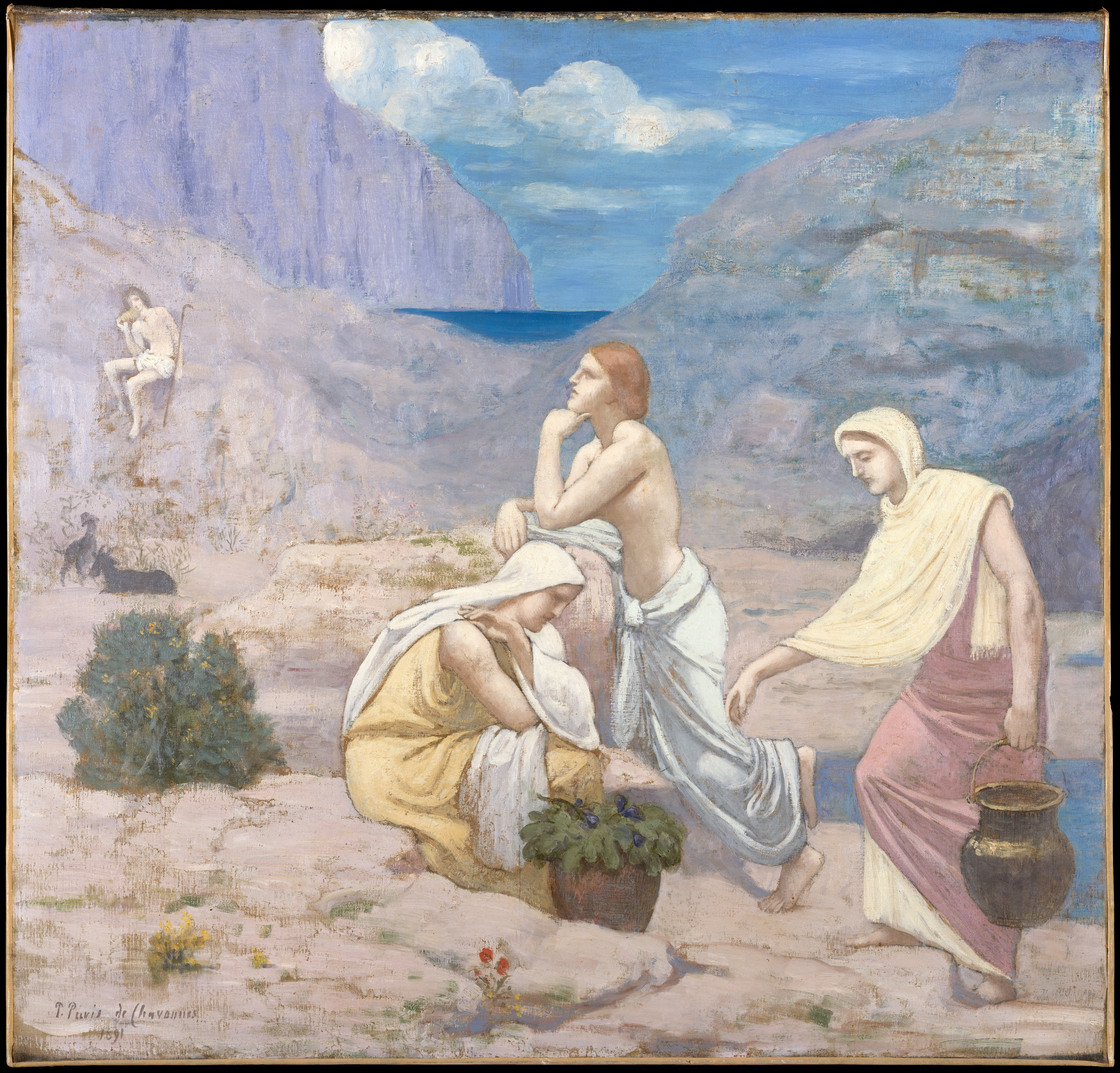
Cântecul ciobanului (1891)
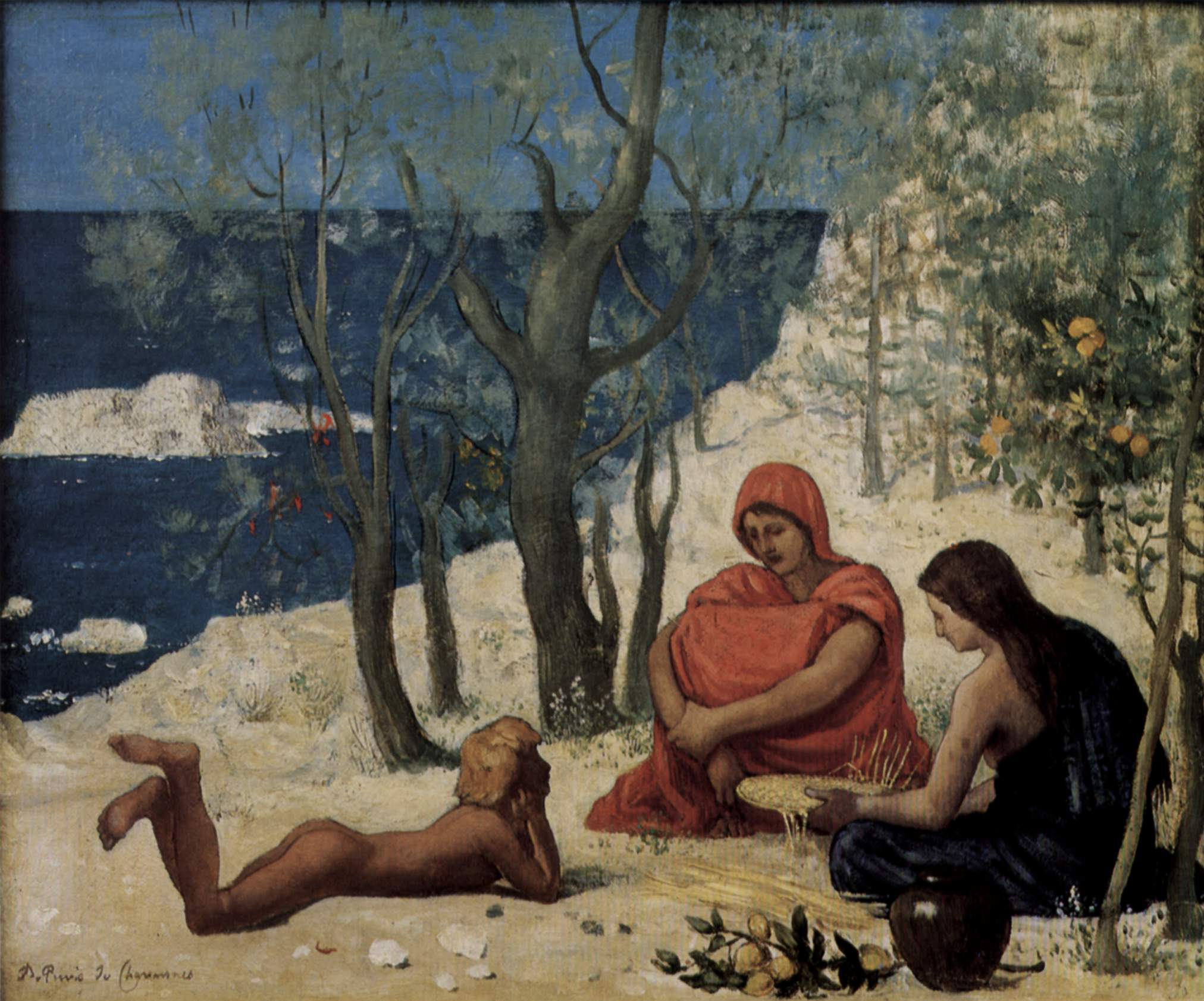
Pietrele albe (1869–1872)
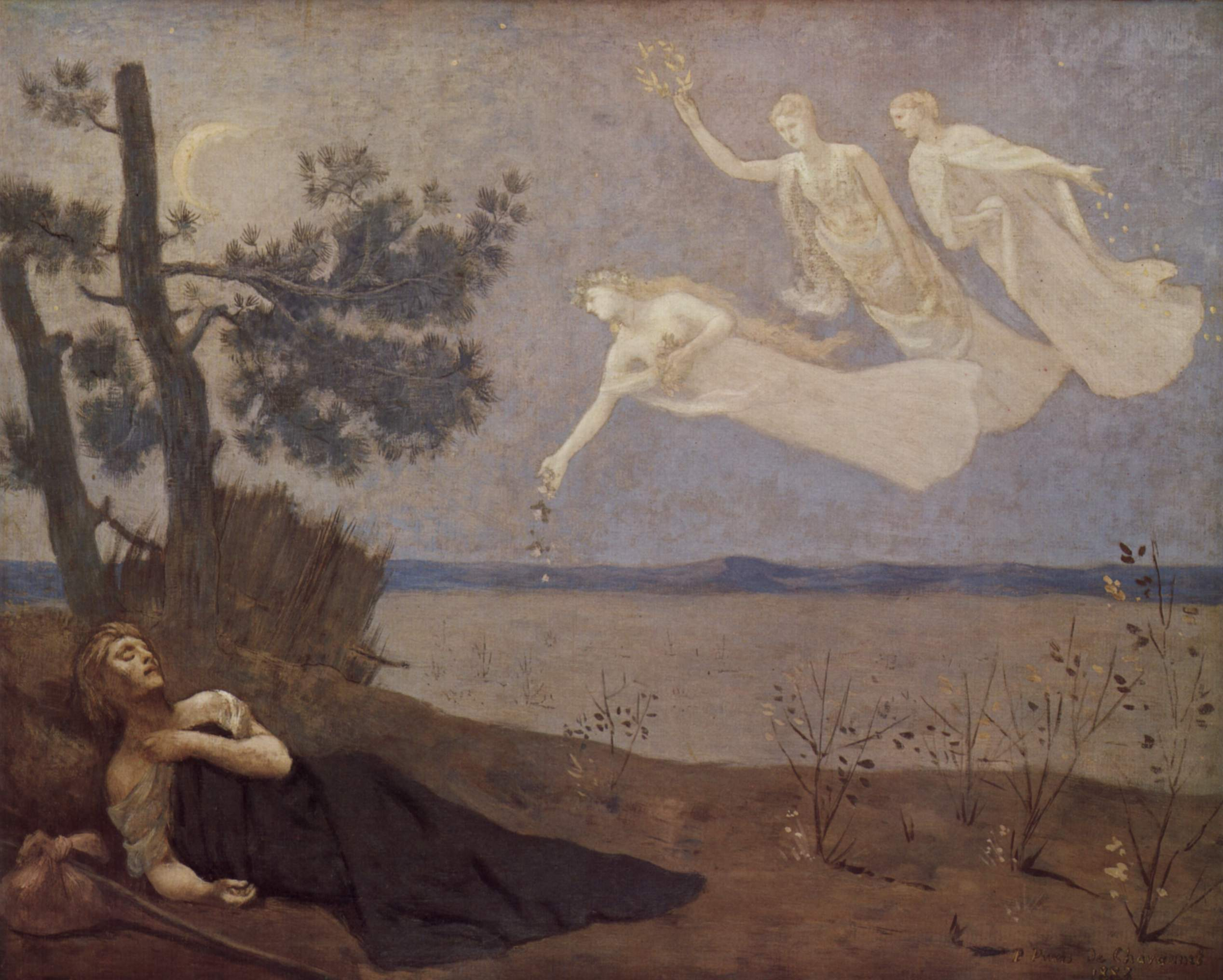
Visul (1883) (Walters Art Museum)
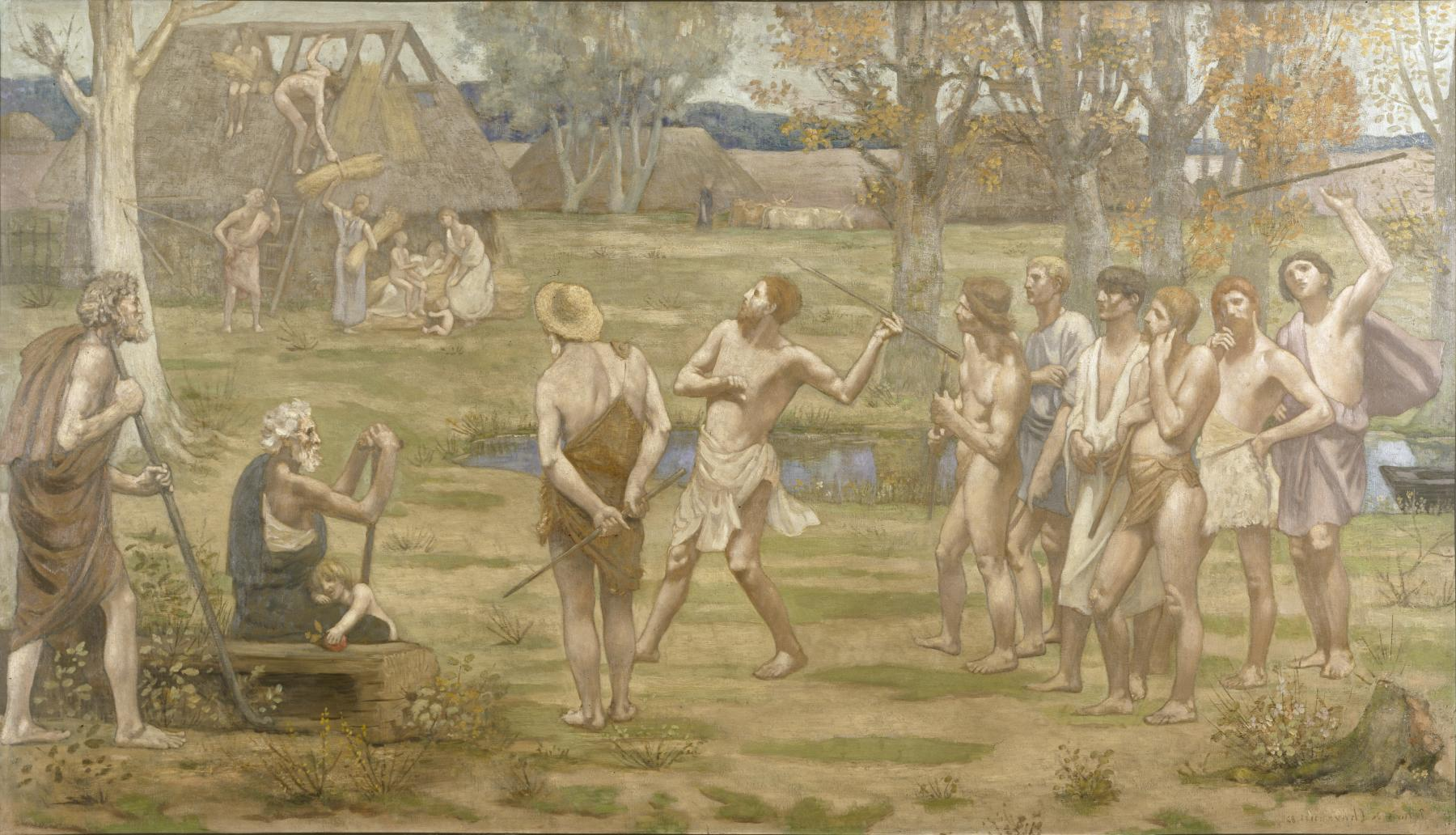
Ludus Pro Patria (1883) (Walters Art Museum)
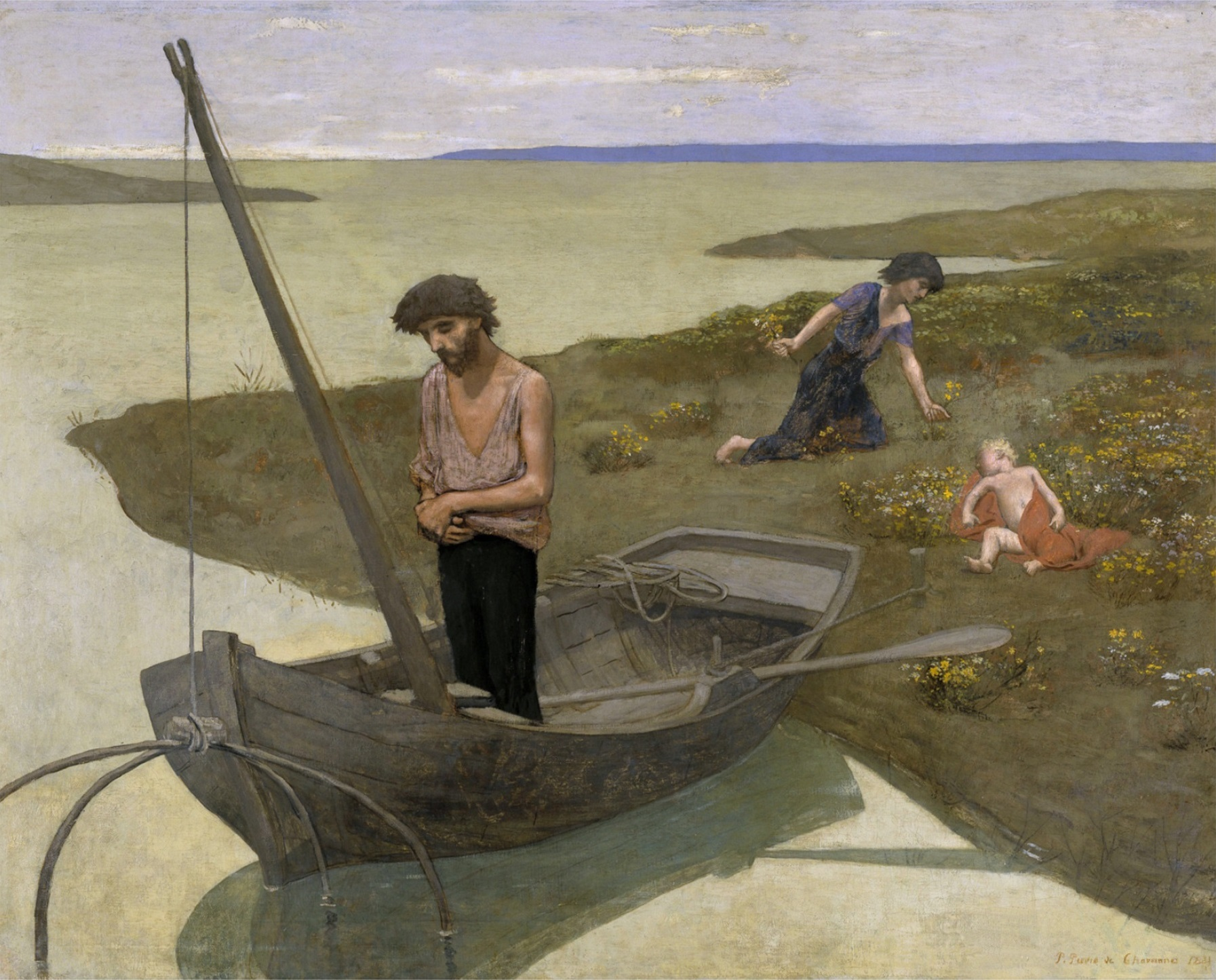
Pescarul sărac